# Discestra treitschkii
Discestra treitschkii là một loài bướm đêm trong họ Noctuidae.